# Medaglia dell'incoronazione del 1792 (Austria)
La medaglia dell'incoronazione del 1792 detta anche popolarmente Medaglia Fide et Lege  fu una medaglia di benemerenza dell'Impero austriaco.

## Storia
La medaglia venne istituita nel 1792 per il personale militare e civile austriaco che prese parte all'incoronazione di Francesco II del Sacro Romano Impero a Francoforte, in Germania. Essa venne prodotta in diverse taglie di grandezza e con due metalli per ricompensare il personale presente secondo il rango e la benemerenza conseguita verso l'Imperatore.

## Insegne
La medaglia consisteva in un disco circolare d'oro o d'argento che riportava, sul diritto, il volto dell'imperatore Francesco I voltato a destra, coronato ed accompagnato dalla scritta IMP. CAES. FRANCICVS. II P. FG. AUG con sotto la firma dell'incisore I. N. WIRT. F. Sul retro, al centro, la medaglia riportava la croce imperiale con una spada, uno scettro ed il globo imperiale intersecati tra loro con la stola imperiale. Sopra le immagini si trova la scritta LEGE ET FIDE da cui appunto il nome popolare della medaglia. Esiste una variante di questa medaglia avente sul retro il leone di Boemia, coniata probabilmente per commemorare l'incoronazione di Francesco II a re di Boemia. Malgrado ne sia stata accertata l'esistenza, non sono mai state ritrovate medaglie in argento di questo tipo.
Il nastro della medaglia era rosso.